# Will Norris
Pour les articles homonymes, voir Norris.
Will Norris, né le 12 août 1993 à Watford au Royaume-Uni, est un footballeur anglais qui joue au poste de gardien de but pour le Portsmouth FC.

## Carrière en club

### Royston Town
Sans club au début de la saison 2011-2012, Norris tente de rejoindre Royston Town, club du comté d'Hertfordshire qui, la saison précédente, avait raté de peu la montée après avoir terminé troisième de  première division de Spartan South Midlands League. C'est en jouant régulièrement avec la réserve que ses performances attirent l'attention de l'entraineur de l'équipe première de l'époque, Paul Attfield. Le 20 septembre 2011, il fait ses débuts pour Royston lors d'une victoire à domicile 4-1 contre Haringey Borough pour le compte de la Spartan South Midlands League Cup. Norris apparait ensuite à 41 reprises toutes compétitions confondues lors de la saison 2011-2012, aidant le club à remporter le titre de première division de Spartan South Midlands ainsi qu'un doublé en coupe avec des victoires en Spartan South Midlands League Cup et en South Midlands Floodlit Cup. Le 25 janvier 2012, le quart de finale de la Cambridgeshire Invitation Cup les opposant à Cambridge City se conclut par une séance de tirs au but. Au cours de cette séance Norris réussit plusieurs arrêts en mort subite avant de marquer le penalty victorieux, permettant à Royston de se qualifier pour les demi-finales,.

### Cambridge United
Le 16 juillet 2012, alors qu'il vient de signer pour deux années avec Cambridge United, Norris retourne à Royston Town où il est prêté pour l'entièreté de la saison 2012-2013, aidant même le club à terminer septième de la Southern Football League Division One Central.
Norris passe la première moitié de la saison 2013-2014 avec Cambridge comme doublure de Chris Maxwell, avant de rejoindre une nouvelle fois Royston en décembre 2013 pour un prêt de six mois. Il est rappelé un mois plus tard, le 21 janvier 2014, pour faire ses débuts en équipe première avec Cambridge lors d'une victoire 1-0 à l'extérieur contre Tamworth pour un match de Conférence Premier. Le 30 janvier 2014, son contrat est prolongé de deux ans et demi, le liant ainsi à Cambridge jusqu'en 2016. Il est ensuite apparu dans 15 matchs de championnat, permettant à Cambridge de faire son retour au sein de la Football League, en passant par les play-offs de la Conférence, après neuf ans d'absence. Norris réussi à garder sa cage inviolée lors de la victoire 4-0 de Cambridge sur Gosport Borough en finale du Trophée FA 2013-14.
Norris fait ses débuts en Football League pour Cambridge lors d'un match nul 2-2 à domicile contre Accrington Stanley le 11 avril 2015. Il n'apparait qu'à trois reprises alors que Cambridge se classe 19e au terme de sa première saison après son retour en Football League. À la fin de la saison, son contrat est prolongé jusqu'en 2018 et Norris est prêté dans la foulée à Braintree Town pour le début de l'exercice 2015-2016. Le 8 août 2015, il joue son premier match pour Braintree lors d'une défaite 1-0 à l'extérieur contre Chester City en National League, la cinquième division anglaise. Après une série de performances impressionnantes, réussissant quatre clean sheet en six matchs, il est nommé meilleur joueur du mois d'octobre de la ligue. Au moment de recevoir le prix, Norris accumule alors un total de neuf clean sheets en championnat ; c'est plus que n'importe quel autre gardien de but parmi les cinq premières divisions anglaises. Le 9 janvier 2016, Norris est rappelé de son prêt avec Braintree. Il dispute ensuite un total de 21 matchs de championnat pour Cambridge, réalisant 9 clean sheets, alors que le club termine 9e en League Two. Son contrat est alors prolongé d'une année supplémentaire, jusqu'en 2019.
Au cours de la saison 2016-2017, Norris arrête cinq pénalty, dont deux dans les arrêts de jeu de la deuxième mi-temps contre Accrington Stanley, ce qui lui permet de détenir le record du club dans cet exercice. Les gants qu'il a portés lors des deux pénalty arrêtés contre Accrington ont permis de récolter 1 000 £ lors d'une vente aux enchères caritative, les bénéfices ayant été reversés aux footballeurs blessés Shaun Whiter et Joey Abbs, qui ont été victimes d'un accident avec délit de fuite.

### Wolverhampton Wanderers
Le 11 juillet 2017, Norris signe un contrat de trois ans en faveur de Wolverhampton pour un montant non divulgué, le lendemain de l'annonce de la signature d'un autre ancien gardien de Cambridge, John Ruddy. Il fait ses débuts pour le club le 8 août 2017 lors d'une victoire 1-0 contre Yeovil Town au deuxième tour de l'EFL Cup, la coupe de la ligue anglaise. Norris fait ses débuts en championnat avec les Wolves le 6 mai 2018 contre Sunderland. Au terme de la saison 2017-2018 les Wolves sont promus en Premier League en leur qualité de champions de Championship,. Norris réalise ses débuts en Premier League pour les Wolves en rentrant dans le temps additionnel en toute fin de match lors de la victoire 1-0 à domicile contre Fulham le 4 mai 2019.

### Ipswich Town (prêt)
Le 30 juillet 2019, Norris rejoint Ipswich Town en prêt pour l'intégralité de la saison 2019-2020. Il connait sa première titularisation pour le club le 13 août 2019 lors d'une défaite 3-1 contre Luton Town en EFL Cup. Le 9 novembre, Norris arrête un penalty contre Lincoln City lors d'un match nul au premier tour de la FA Cup à Portman Road. Il accumule un total de 20 apparitions pour le club au cours de son prêt avant la fin prématurée de la saison de League One pour raisons sanitaires.

### Burnley
Le 14 août 2020, Norris signe un contrat de trois ans avec Burnley pour un montant non divulgué. Il apparait pour la première fois avec le club lors d'une victoire 4-3 aux tirs au but contre MK Dons en FA Cup le 9 janvier 2021, en arrêtant deux penalties lors de la séance de tirs au but. Le 19 mai 2021, Norris  fait ses débuts en championnat avec Burnley lors d'une défaite 0-3 à domicile contre Liverpool.

### Portsmouth
Le 14 juin 2023, il rejoint Portsmouth.

## Statistiques
| Club                    | Saison                | Championnat                           | Championnat | Championnat | FA Cup | FA Cup | League Cup | League Cup | Autre  | Autre | Total  | Total |
| Club                    | Saison                | Ligue                                 | Matchs      | Buts        | Matchs | Buts   | Matchs     | Buts       | Matchs | Buts  | Matchs | Buts  |
| ----------------------- | --------------------- | ------------------------------------- | ----------- | ----------- | ------ | ------ | ---------- | ---------- | ------ | ----- | ------ | ----- |
| Hatfield Town           | 2010–11               | Spartan South Midlands League Premier | 16          | 0           | —      | —      | —          | —          | 1      | 0     | 17     | 0     |
| Royston Town            | 2011–12               | Spartan South Midlands League Premier | 27          | 0           | —      | —      | —          | —          | 13     | 0     | 40     | 0     |
| Cambridge United        | 2012–13               | Conference Premier                    | —           | —           | —      | —      | —          | —          | —      | —     | —      | —     |
| Cambridge United        | 2013–14               | Conference Premier                    | 15          | 0           | 0      | 0      | —          | —          | 4      | 0     | 19     | 0     |
| Cambridge United        | 2014–15               | League Two                            | 3           | 0           | 0      | 0      | 0          | 0          | 0      | 0     | 3      | 0     |
| Cambridge United        | 2015–16               | League Two                            | 21          | 0           | 0      | 0      | 0          | 0          | 0      | 0     | 21     | 0     |
| Cambridge United        | 2016–17               | League Two                            | 45          | 0           | 4      | 0      | 1          | 0          | 4      | 0     | 54     | 0     |
| Cambridge United        | Total                 | Total                                 | 84          | 0           | 4      | 0      | 1          | 0          | 8      | 0     | 97     | 0     |
| Royston Town (prêt)     | 2012–13               | Southern League Division One Central  | 27          | 0           | —      | —      | —          | —          | 11     | 0     | 38     | 0     |
| Royston Town (prêt)     | 2013–14               | Southern League Division One Central  | 6           | 0           | —      | —      | —          | —          | 0      | 0     | 6      | 0     |
| Royston Town (prêt)     | Total                 | Total                                 | 33          | 0           | —      | —      | —          | —          | 11     | 0     | 44     | 0     |
| Braintree Town (prêt)   | 2015–16               | National League                       | 24          | 0           | 2      | 0      | —          | —          | 2      | 0     | 28     | 0     |
| Wolverhampton Wanderers | 2017–18               | Championship                          | 1           | 0           | 2      | 0      | 4          | 0          | —      | —     | 7      | 0     |
| Wolverhampton Wanderers | 2018–19               | Premier League                        | 1           | 0           | 0      | 0      | 0          | 0          | —      | —     | 1      | 0     |
| Wolverhampton Wanderers | Total                 | Total                                 | 2           | 0           | 2      | 0      | 4          | 0          | —      | —     | 8      | 0     |
| Ipswich Town (prêt)     | 2019–20               | League One                            | 15          | 0           | 2      | 0      | 1          | 0          | 2      | 0     | 20     | 0     |
| Burnley                 | 2020–21               | Premier League                        | 2           | 0           | 1      | 0      | 0          | 0          | —      | —     | 3      | 0     |
| Burnley                 | 2021–22               | Premier League                        | 0           | 0           | 0      | 0      | 0          | 0          | —      | —     | 0      | 0     |
| Burnley                 | Total                 | Total                                 | 2           | 0           | 1      | 0      | 0          | 0          | —      | —     | 3      | 0     |
| Total sur la carrière   | Total sur la carrière | Total sur la carrière                 | 203         | 0           | 11     | 0      | 6          | 0          | 37     | 0     | 257    | 0     |

## Palmarès

### En club
| Cambridge United (2)                                                                                  | Wolverhampton Wanderers (1)                                         | Portsmouth FC (1)                                                    |
| - Play-offs d'Angleterre de cinquième division : - Vainqueur : 2014 - Trophée FA : - Vainqueur : 2014 | - Championnat d'Angleterre de deuxième division : - Champion : 2018 | - Championnat d'Angleterre de troisième division : - Champion : 2024 |

### Distinctions individuelles
- National League Joueur du mois: Octobre 2015 [32]
- Nommé dans l'équipe type du championnat d'Angleterre de troisième division : 2023-2024[33]